# الاتحاد الدولي للمترجمين
الاتحاد الدولي للمترجمين (FIT) (بالإنجليزية: International Federation of Translators)‏، هو اتحاد يضم جميع جمعيات المترجمين، وتنتشر المنظمـات
التابعة له في القارات الخمس. تأسس في باريس عام 1953م ، على يد بيير فرانسوا (بالإنجليزية: Pierre Francois)‏ ، وكان الأعضاء المؤسسين هم ستة جمعيات للمترجمين التحريريين والفوريين من الدانمارك وفرنسا وإيطاليا والنرويج وجمهورية ألمانيا الاتحادية وتركيا. ومنذ ذلك الحين تطور الاتحاد ليصبح، مؤسسة كبيرة؛ في 1969م كان عدد الأعضاء العاديين هو 74 وعدد الأعضاء المنتسبين 21 وتتزايد هذه الأعداد بشكل مضطرد. ليصل عدد الاعضاء عام 2012 إلى أكثر من 150 جمعية مهنية، يمثلون أكثر من 80,000 مترجم في 60 بلدا. ويهدف الاتحاد إلى تعزيز الكفاءة المهنية في التخصصات التي تمثله. ويسعى باستمرار لتحسين أوضاع المهنة في جميع البلدان والتمسك بحقوق المترجمين وحرية التعبير. مقر المكتب الإداري في في مونتريال (كيبك) بكندا 

## الأهداف
- تدعيم التفاعل والتعاون والتقريب بين جمعيات المترجمين والمترجمين الفوريين واخصائيي المصطلحات.
- رعاية وتسهيل وتشجيع تشكيل مثل تلك الجمعيات في البلدان التي لا تتواجد فيها.
- الربط بين المنظمات الأخرى المتخصصة في الترجمة أو أية جوانب أخرى للتواصل اللغوي والثقافي
- تطوير نوع من التناغم والتفاهم بين المنظمات الأعضاء؛ وتبذل مساعيها الحميدة لحل أية خلافات قد تحدث بين تلك المنظمات.
- تقديم المعلومات والأساليب الضرورية للمنظمات الأعضاء.
- تدعيم الأبحاث والتدريب وتناغم المعايير المهنية.
- الحفاظ على المصالح المعنوية والمادية للمترجمين في أنحاء العالم
- تأييد وتسريع عملية الاعتراف بمهنتهم وتدعيم مكانتهم في المجتمع لرفع الوعي بالترجمة والتقدير لها كعلم وفن.[2]

وحتى يتم تحقيق تلك الأهداف فقد قام الاتحاد بتأسيس عدد من المفوضيات واللجان. إضافة إلى ذلك يمكن إنشاء مراكز في مناطق معينة لدعم الحوار والتفاعل بين الجمعيات المحلية الاعضاء. في الوقت الحالي هناك مركزين اقليميين فقط هما: المركز الإقليمي لامريكا الشمالية الذي تم تأسيسة في 1986، والمركز الإقليمي لأوروبا والذي تم اتخاذ قرار تأسيسة. في 1993.

## الجهات المنظمة
يتم انعقاد المؤتمر العالمي للاتحاد الدولي للمترجمين كل ثلاث سنوات. تتضمن تلك المؤتمرات مؤتمرا قانونيا تدعى جميع المنظمات الأعضاء لإرسال وفودها؛ وهذا المؤتمر هو الجهة المنظمة العليا للمنظمة. ويصاحب المؤتمر القانوني مؤتمر آخرعلمي يفتح أمام جميع المترجمين حول العالم. وفي الفترة بين المؤتمرين يدير شؤون المنظمة مجلس منتخب ولجنة تنفيذية. يجتمع المجلس مرة في السنة بينما تجتمع اللجنة التنفيذية أربع مرات في السنة.
وهناك أيضا مجلس حكماء يساعدهم في إدارة شؤون المنظمة يتكون من أبرز المسؤولين السابقين بالاتحاد.

### التمويل
يحصل الاتحاد على معظم دخله من الرسوم التي تدفعها المنظمات الأعضاء. وتتلقى عدد من.UNESCO دعما ماليا من اليونسكو Babel بعض الأنشطة مثل طباعة جريدة الجوائز التي يقدمها الاتحاد يمولها الرعاة المتبرعين. وليس للاتحاد أي فريق ثابت من الموظفين فالمسؤولين بها يعملون بشكل تطوعي.

## السكرتارية
يملك الاتحاد الدولي للمترجمين سكرتارية لجزء من الوقت (20 ساعة في الأسبوع) منذ عام 1999. السكرتارية: مراسل إدارة أعضاء الاتحاد الدولي للمترجمين والأنشطة. يعمل عن كثب مع المفوضية الأوروبية ومستشار فرق العمل المباشر.

## اللجان والخدمات
يسعى الاتحاد من خلال المجلس والمفوضيات واللجان التنفيذية لتلبية الاحتياجات الضرورية للأعضاء حول العالم بالتطرق لموضوعات مثل التدريب والحصول على اعتراف عام بالمهنة. فعلى سبيل المثال ساهم تبادل المعلومات حول المكانة المهنية بشكل كبير على طفرات محلية من حيث الاعتراف بالمهنة. أما المعلومات حول برامج التدريب المقدمة للأعضاء وغيرهم فقد ساعدت عددا من المنظمات على تطوير الدورات التدريبية الخاصة بهم خاصة في البلدان التي لا يوجد بها من يقدم مثل تلك الدورات.
أيضا يتم جمع ونشر معلومات حول المراحل المختلفة للممارسة المحترفة. ويحافظ الاتحاد على اتصالاته بعدد من المنظمات الدولية العاملة في مجالات ذات صلة بما في ذلك المنظمات التي تعني بحقوق الملكية الفكرية وحقوق الطبع؛ بالإضافة إلى المنظمة الدولية لترجمة المؤتمرات. وقد نال كمنظمة غير حكومية من الفئة الأولى عام 1970 UNESCO الاتحاد اعتراف اليونسكو وجاءت توصيات اليونسكو لحماية وتحسين المكانة الاجتماعية والقانونية للترجمة والمترجم والتي تم إقرارها في نيروبي عام 1976 جزئيا، نتيجة لمجهودات الاتحاد – كعلامة فارقة في كمنظمة غير (ECOSOC تاريخ الاتحاد. كما نال الاتحاد اعتراف الأمم المتحدة (قسم حكومية من الفئة لثانية. وبالإضافة للمؤتمرات الدولية التي تمثل فرصة فريدة لتبادل المعلومات والخبرات على مستوى العالم، يقيم الاتحاد أيضا عددا من الأحداث مثل مؤتمر أمريكا الشمالية – الذي يقام بالتبادل في المكسيك والولايات المتحدة وكندا – وسلسلة من الندوات التي تعرف باسم الطاولة المستديرة.
ويتم تنظيم هذه الندوات بدعم من اليونسكو وبالتعاون مع عضو محلي. وقد يكون الهدف من تلك الندوات هو رفع (UNESCO) الاهتمام بالمهنة في منطقة تحتاج الجمعيات المحلية فيها للدعم الخارجي. وربما تعاملت أيضا مع موضوعات محددة مثل التدريب أو الترجمة الأدبية أو حقوق الطبع. وفي السنوات العشر (من 1983 إلى 1993 أقيمت عشر ندوات في أوروبا الغربية (3) وأوروبا الوسطى (2). وأفريقيا (2) وآسيا (1) وأمريكا الجنوبية (1).
وتعمل على قضايا خاصة في مجالات الترجمة، الترجمة الفورية والمصطلحات. تُقرر من قبل المجلس أو المؤتمر القانوني بناء على طلب من الجميعات واحدة أو أكثر. تخدم اللجنة منذ 2008م.
- ليزي كاتشينكا رأست لجنة الاتحاد الدولي للمترجمين مجلس المترجمين الفوريين والترجمة القانونية منذ عام 1999.
- لجان 2012-2015

يتعهد الاتحاد من خلال لجانه تلبية التوقعات المختلفة للأعضاء، من خلال معالجة المسائل المتعلقة بالتدريب وظروف العمل والجوانب المختلفة للمهنة، وفئات المترجمين والمترجمين الفوريين والمصطلحات. بالمشاركة في أعمال إحدى اللجان الإثني عشر بالإسهام الفردي للمهنة ككل.

## المؤلفات والعلاقات العامة
الاتحاد الدولي للمترجمين هو منظمة عالمية، تتألف من منظمات ترجمة وطنية لأكثر من 60 بلداً. وتمثل أكثر من 80,000 مترجم من جميع أنحاء العالم. مجلة بابل (بالإنجليزية: BABEL)‏ ونشرة "Translatio" هي المؤلفات الفصلية للاتحاد، ويتم نشرها على نطاق واسع. بابل هو نشرة علمية تقدم المقالات من جميع أنحاء العالم. "Translatio" هو جهاز معلومات الاتحاد، يخبر الأعضاء عن أنشطة اللجان والجمعيات الإعضاء. وتنشر أيضًا وقائع أعمال كل مؤتمر، وهو بمثابة مصدر يوفر للراغبين المعلومات القيمة في العديد من جوانب مهنة الترجمة. بالإضافة إلى ذلك، يشارك الاتحاد الدولي للمترجمين في المؤتمرات العالمية الخاصة، في تنظيم حلقات دراسية وندوات ومناقشات بشأن مختلف جوانب مهنة الترجمة.
- مجلة بابل (بالإنجليزية: BABEL)‏ تقدم:
- معلومات حول الأنشطة التي يقوم بها الاتحاد
- عرض لبعض الكتب أثناء انعقاد FIT-Flash والمقالات وأعمال الندوات.

ويتم إصدار نشرة قصيرة، وهي المؤتمرات الدولية، وبعد كل اجتماع للمجلس أو اللجنة التنفيذية. يوجد أيضا:
- دليل ارشادي يحتوي على القوانين الداخلية واللوائح الخاصة بالاتحاد.
- دليل للمنظمات الأعضاء.
- قائمة بلجان الاتحاد والمتطوعين الرئيسيين.
- ميثاق المترجم.
- وتوصيات نيروبي. [5]
  - مدير النشر: René Haeseryn
- نشرة "Translatio" : نشرة الاتحاد الدولي للمترجمين الإخبارية، يتم توزيعها للأعضاء بصيغة PDF، رؤساء اللجان والأطراف الأخرى المعنية. ومتوفرة أيضا في شكل ورقي خلال المؤتمرات وفي الندوات والاجتماعات، وغير ذلك من المعلومات ذات الصلة. ويتم تحديث هذا الدليل بصفة مستمرة. ويتم نشر فعاليات المؤتمرات تلك المطبوعات غنية.Translatio والندوات إما كمطبوعات مستقلة أو في أعداد خاصة من المعلومات عن الترجمة والمترجمين حول العالم. قام الاتحاد أيضا ببدء ورعاية تاريخ؛Delisle and Woods-worth 1995a, 1995b موضوعي للترجمة (انظر الترجمة)، وهو ما يعد إسهامًا عظيمًا في أدبيات الترجمة وفي الوقت نفسه محاولة لتعزيز مكانة المترجم بإظهار تنوع إسهاماته في تطور البشرية. وكان رفع الوعي العام بالمهنة هو أحد أسباب تخصيص يوم الترجمة العالمي والذي يتم الاحتفاء به سنويا في 30 سبتمبر منذ عام 1991، ويحتفل بالمناسبة جميع المنظمات الأعضاء في الاتحاد وكذلك جمعيات أخرى

معنية بالترجمة. هذا اليوم العالمي يركز على موضوع مختلف يطرح كل سنة من قبل الاتحاد؛ ولهذا اليوم أثر متزايد بشكل منتظم.

## الأعضاء
| نوع العضوية              | عدد الأعضاء | الفئة                                                                          |
| ------------------------ | ----------- | ------------------------------------------------------------------------------ |
| أعضاء منتظمين            | 100         | جمعيات المترجمين والمترجمين الفوريين والمصطلحات.                               |
| أعضاء منتسبين            | 30          | جامعة ومعاهد تدريب مماثلة.                                                     |
| أعضاء مراقبين            | 7           | جمعيات مهنية ترغب في الحفاظ على علاقة وثيقة مع مصالح الاتحاد الدولي للمترجمين. |
| أعضاء مرشحين             | -           | الجمعيات التي يحتاج عضوياتها طلب أن تكون مقبولة من قبل المؤتمر القادم.         |
| الاتحاد الدولي للمترجمين |             |                                                                                |

- الأعضاء العاديين هم المنظمات المحترفة التي تمثل المترجمين؛ والتي تكون أهدافها هي أهداف الاتحاد نفسه. وللتقدم لعضوية الاتحاد تغطي كلمة المترجم كل من يمارسون الترجمة بأي شكل من أشكالها (تحريرية أو فورية) بما في ذلك من يتخصصون في أحد عناصر عملية الترجمة أو في الأبحاث والتعليم المرتبطة بها.
- الأعضاء المنتسبين فهي المنظمات الأخرى المهتمة بالترجمة؛ وتكون معظم تلك المؤسسات من الجامعات والمدارس التي تقوم بتدريس الترجمة. ولا يمكن لوكالات الترجمة التجارية أو المنظمات التي تمثلها الحصول على عضوية الاتحاد.

## المراكز الإقليمية
اثنين من المراكز الإقليمية النشطة حاليا: الاتحاد الدولي للمترجمين في أوروبا والاتحاد الدولي للمترجمين في أمريكا اللاتينية. ويجري النظر في إنشاء مركز ثالث في آسيا. هذه المراكز تعزيز أنشطة الاتحاد الدولي للمترجمين في مناطقها، تنظيم الاجتماعات لتعزيز التبادلات بين الجمعيات الأعضاء بشأن أي مسائل تتعلق بالمهنة، والتنسيق مع مجلس الاستشاري. للاتحاد الدولي للمترجمين .

### أوروبا
الاتحاد الدولي للمترجمين في أوروبا هو فرع إقليمي للاتحاد الدولي للمترجمين. ويمثل حاليا 49 جمعيات أوروبية مختلفة من المترجمين والمترجمين والفوريين.
تتمثل مهمة الاتحاد الدولي للمترجمين في أوروبا بتمثيل مصالح المترجمين والمترجمين الفوريين والمصطلحات في أوروبا. وتحقيق ذلك، الاتحاد الدولي للمترجمين يساعد عضو الجمعيات في تبادل المعلومات والخبرات وأفضل التدريبات. كما أنه يمثل تلك الجمعيات امام مؤسسات الاتحاد الأوروبي، وكذلك التنسيق مع اصحاب المصلحة ألاخرين المهتمين بمجال الترجمة.
وتشمل الخدمات للمترجمين عمل دراسات الاستقصائية لظروف العمل وغيرها من الجوانب المتعلقة بهذه المهنة. الاتحاد الدولي للمترجمين يشارك بنشاط في التوحيد القياسي ومشاريع الشهادات، وتدوين اخلاقيات وتحديد تعريف أفضل عن الممارسات المهنية.
لدى الاتحاد الدولي للمترجمين في أوروبا موقع الكتروني خاص بالفرع، يقدم مجموعة كاملة من الأنشطة ومشاريك الاتحاد الدولي للمترجمين في «أوروبا». كما يمكن الاتصال بالأمين العام للاتحاد الدولي للمترجمين في أوروبا من خلال الموقع الإلكتروني.

### اجتماعات
في اخر اجتماع للجمعية العمومية للاتحاد الدولي للمترجمين في أوروبا، في بوخارست في تشرين الثاني 2011م.

### الجمعية العمومية واللجنة التوجيهية
تم انتخاب لجنة توجيهية جديدة وعمل خطة العمل للعام المقبل.
- إنشاء فريق عمل تطويري ضمن أدوات «كات».
- مواصلة اتحاد المترجمين في أوروبا مهامه في أوبتيمال - مشروع الاتحاد الأوروبي - وماجستير الترجمة الأوروبي.
- الحفاظ على الحوار ومتابعة الجهود المشتركة مع الرابطة الأوروبية لشركات الترجمة "EUATC".
- الحفاظ على مهمة التطوع في مشروع كيمبرلي لإصدار شهادات أوروبية.
- على جانب العلاقات العامة، النظر في خيارات رصد المشاريع والتوجيهات المستقبلية في الاتحاد الاوربي. وصف موجز لما هو قادم، ورصد الأعمال المفيدة لجميع المترجمين.
- النظر في القضايا المالية والتمويل، والنظر في المشاريح تحريك التمويل مع المتطلبات الواضحة للميزانية، على نهج الاتحاد الدولي للمترجمين للحصول على الدعم.
- نشر المعلومات عن أوضاع المترجمين في أوروبا.
- متابعة المبادرات التي تقوم على مناقشة عقود الترجمة (الاعتداء/ الجدوى.. الخ) مع DGT.

### أمريكا اللاتينية
نضم الاتحاد الدولي للمترجمين في عام 2003م، في LATAM تحت اسم المركز الإقليمي أمريكا اللاتينية (CRAL)، وهي منظمة غير هادفة للربح وتتألف من جمعيات ومترجمين ومترجمين فوريين من أمريكا اللاتينية.
نظمت CRAL في مدينة بوينس آيرس، الأرجنتين، في اليوم الثالث من شهر مايو من عام 2003 ، لخدمة مصالح أعضاء الاتحاد الدولي للمترجمين وتسهيل وتشجيع ودعم اهداف وجهود الاتحاد الدولي للمترجمين ككل. وفقا لسياسة المنشأ عليها الاتحاد الدولي للمترجمين للمراكز الإقليمية وللأنشطة الخاصة بالمراكز الإقليمية للاتحاد. بصيغته المعتمدة من قبل اللجنة التنفيذية للاتحاد الدولي للمترجمين في بروكسل (يناير 1998) والمصادق عليها من قبل مجلس الاتحاد الدولي للمترجمين في جنيف (أبريل 1998).
وتشمل أهدافها تعزيز التدريب والتعليم المستمر، وإنشاء الجمعيات المهنية الجديدة وتشجيعها على الانضمام للاتحاد الدولي للمترجمين، وتعزيز سياسات الملكية الفكرية السليمة والمعايير المهنية، وتطوير العلاقات المؤسسية بين الجمعيات والمؤسسات التعليمية، ورفع مستوى الوعي حول أهمية هذه المهنة، وغيرها.
وتشمل تغطية الاتحاد الدولي للمترجمين LATAM الدول الناطقة بالأسبانية والبرتغالية في الأمريكتين. يضم حاليا 16 من الجمعيات الأعضاء في الأرجنتين، البرازيل، تشيلي، كولومبيا، كوستاريكا، كوبا، الإكوادور، غواتيمالا، بنما، بيرو، أوروغواي وفنزويلا ، ومنطقة البحر الكاريبي.

### أهداف
1. تعزيز التدريب المستمر والتعليم في بلدان المنطقة، وفقا لظروفها المحلية ومجموعة من الاحتياجات التي قد تنجم عن قضاياهم الإقليمية والوطنية .
2. التشجيع على إنشاء جمعيات مهنية جديدة، مع التركيز بشكل أساسي على الدول ذات الاحتياج.
3. تعزيز الجمعيات والمؤسسات القائمة، ودعمها بالمنشورات والمطبوعات والمؤلفات، فضلا عن أنشطة التبادل التدريب المهني .
4. التشجيع على إدراج الجمعيات في الاتحاد الدولي لمترجمي (FIT)، كأعضاء كاملي العضوية.
5. تشجيع وتعزيز العلاقات المؤسسية بين المؤسسات المهنية في المنطقة.
6. تطوير السياسات التعاونية لحماية المترجمين والمترجمين الفوريين في بلدان أمريكا[ ؟ ] اللاتينية.
7. تحليل الاوضاع التي تتعلق بحق المؤلف في أمريكا اللاتينية، وتشجيع السياسات لممارسة وحماية حقوق التأليف والنشر.
8. بناء علاقة بين المركز الإقليمي وكيانات التدريب التي قد تمهد الطريق لخلق وعي أعمق من حجم هذه المهنة حتى قبل ان تنتهي الدورة من الدراسية.[10]

## الجوائز
يقدم الاتحاد في مؤتمراتة العالمية عددا من الجوائز؛ مثل:
- جائزة اليونسكو للترجمة .
- جائزة استريد ليندغرين الأدبية (Astrid Lindgren).
- جائزة اليونسكو للترجمة العلمية والفنية .
- جائزة أستريد ليندجرين لترجمة الأعمال.
- جائزة كاريل كابيك لترجمة أدب الأطفال (Karel Capek Award).
- جائزة كاريل كابيك الأدبية المكتوبة بلغات محدودة الانتشار (Karel Capek Award).
- جائزة أفضل دورية للجرائد التي تنشرها جهات تابعة للاتحاد.

- إضافة إلى ذلك هناك جائزتان تقدمان تقديرا لمساهمات المتطوعين البارزين هما:
- ميدالية بيير فرانسوا كايل التذكارية (Pierre-Francois Caile Memorial Medal)
- جائزة RCNA .

إضافة الي تقديم تلك الخدمات، نجح الاتحاد في بناء شبكة موسعة للمنظمات المعنية بالترجمة على أساس غير سياسي. وهكذا فإنها كانت ولاتزال ذات فائدة كبيرة جدا في تسهيل تبادل الآراء والاتصالات الشخصية بين عشرات الآلاف من المترجمين حول العالم ممن تفصلهم الطبيعة الجغرافية أو الأنظمة السياسية أو البيئة الاقتصادية.

### جائزة استريد ليندغرين
جائزة استريد ليندغرين، هي جائزة للترجمة الدولية من جوائز الاتحاد الدولي للمترجمين، ترمي إلى تعزيز ترجمة أدب الأطفال، وتحسين نوعيته ولفت الانتباه إلى دور المترجمين في تقارب شعوب العالم من بعضها البعض من حيث الثقافة. وترعى هذه الجائزة صندوق ليندغرين أستريد، على اساس العطاء السخي المقدم من المؤلف نفسه. الفائز بجائزة استريد ليندغرين لعام 2011، هي المترجمة الفنلندية: السيدة Kaisa Kattelus.
| The Astrid Lindgren Prize |
| ------------------------- |

| جائزة استريد ليندغرين |                   |                   | |
| لعام                  | اسم الفائز (عربي) | اسم الفائز        | المجال |
| --------------------- | ----------------- | ----------------- | --- |
| 2011                  | كيسا كاتيلوس      | Kaisa Kattelus    | ترجمة 65 كتاب أطفال في 15 عاما إلى اللغة الفنلندية.                                                                                                 |
| 2008                  | تورستاين بوغه     | Torstein Bugge    | ترجمة كتب الأطفال من السويدية والدانماركية والنرويجية إلى الإنجليزية، بما في ذلك سيد الخواتم الثلاثية من JRR تولكين وJ.K رولينج. وسلسلة هاري بوتر . |
| 2005                  | وولف هارينث       | Wolf Harranth     | ترجمة كتب الأطفال من الإنجليزية إلى الألمانية، بما في ذلك مغامرات مارك توين التوت الفنلندي.                                                         |
| 2002                  | جانا كابيراي      | Jaana Kapari      | ترجمة كتب الأطفال من السويدية والإنجليزية إلى الفنلندية.                                                                                            |
| 1999                  | مالمستروم غونيل   | Gunnel Malmstrøm  | ترجمة كتب الأطفال من السويدية والدنمركية إلى النرويجية.                                                                                             |
| 1996                  | سنتا كابون        | Senta Kapoun      | ترجمة كتب الأطفال من اللغات الإسكندنافية إلى اللغة الألمانية                                                                                        |
| 1993                  | جو تينفايورد      | Jo Tenfjord       | ترجمة كتب الأطفال من السويدية والألمانية والدنماركية في الترجمة النرويجية من استريد ليندغرين.                                                       |
| 1990                  | أنثيا بيل         | Anthea Bell       | ترجمة كتب من الألمانية والفرنسية والدنماركية إلى اللغة الإنجليزية.                                                                                  |
| 1990                  | لودميلا برود      | Lyudmïla Braude   | ترجمة أدب الأطفال الكلاسيكية الإسكندنافية والألمانية وحكايات الأساطير إلى اللغة الروسية.                                                            |
| 1987                  | ليزيلوت ريمين     | Liselotte Remané  | ترجمة كتب الأطفال من الإنجليزية والروسية إلى اللغة الألمانية.                                                                                       |
| 1984                  | باتريشيا كرامبتون | Patricia Crampton | ترجمة كتب الأطفال إلى اللغة الإنجليزية. |
| 1981                  | آك هولمبرغ        | Åke Holmberg      | ترجمة كتب الأطفال إلى السويدية |

| جائزة استريد ليندغرين، وهي واحدة من أهم المهام المعترف بها على نطاق واسع. يجري اختيارها وفقا لقرار لجنة تحكيم دولية، تتألف من خمسة أعضاء تعينهم اللجنة التنفيذية على النحو المنصوص عليه في المادة 5، تمنح الجائزة في مؤتمرات الاتحاد الدولي للمترجمين العالمية، تسلم لعمل معترف أنه "أفضل الأفضل" من بين الأعمال في جميع انحاء العالم، وتتألف الجائزة من شهادة تقدير ومبلغ من المال. |
| --- |

### سان فرانسيسكو
المؤتمر العالمي في سان فرانسيسكو
- الفائزين عام 2011 على النحو التالي:
- جائزة استريد ليندغرين لترجمة أدب الطفل: السيدة Kaisa Kattelus، رشحتها الجمعية الفنلندية للمترجمين والمترجمين الفوريين (SKTL).
- «أورورا بورياليس» جائزة للترجمة البارزة للأدب الخيال: السيدة لورديس رودريغيز Arencíbia، رشحتها جمعية الكوبي للمترجمين والمترجمين الفوريين (ACTI).
- «أورورا بورياليس» جائزة للترجمة القائمة من الأدب غير روائية: السيد رودولفو Alpízar كاستيلو، رشحتهم الجمعية الكوبيية للمترجمين والمترجمين الفوريين (ACTI).
- كاريل كابيك ميدالية للترجمة من لغة النشر المحدودة: البروفيسور دانيال كونين، مرشح من قبل معهد المترجمين جنوب أفريقيا.
- جائزة الاتحاد الدولي للمترجمين لأفضل نشرة دورية: نشرة ITI المنشورة من قبل معهد المترجمين والمترجمين الفوريين في المملكة المتحدة، مع تنويه شرفي إلى رابطة المترجمين الفرنسية (SFT) السنوي.
- جائزة الاتحاد الدولي للمترجمين لأفضل موقع إلكتروني: sft.fr - موقع جمعية المترجمين الفرنسية '، الجمعية الفرنسية للمترجمين.
- بيير فرانسوا ميدالية تذكارية للمساهمة في المهنة على مستوى دولي: لم يستلمها أحد عام 2011.

## الذكرى السنوية
يحتفل الاتحاد الدولي للمترجمين بالذكرى السنوية 60،  وتعقد منتدى لمترجمي دول آسيا «الاتحاد الدولي للمترجمين في آسيا»، والمنعقد في ماليزيا من 27 إلى 29 أغسطس من كل عام.
- الذكرى السنوية القادمة للاتحاد الدولي للمترجمين في برلين في آب عام 2014.[12][13]

## اليوم الدولي للترجمة
في يوم 30 سبتمبر يحتفل العالم باليوم الدولي للترجمة. وهو يوم عيد القديس جيروم، مترجم الكتاب المقدس الذي يعتبر قديس المترجمين.

## وصلات خارجية
- الاتحاد الدولي للمترجمين [وصلة مكسورة] - الموقع الرسمي (إنجليزي).
- الاتحاد الدولي للمترجمين - أوروبا